# BMC Genomics
BMC Genomicsは、ゲノミクスとプロテオミクスの全分野をカバーする、オープンアクセスの学術雑誌である。ジャーナルは2000年に設立され、 BioMedCentralによって発行されている。2017年のインパクトファクターは3.730であった。

## 抄録化と索引付け
ジャーナルは、PubMed、PubMed Central、MEDLINE、BIOSIS Previews、EMBASE、 Scopus、Zoological Record、およびその他の索引付けサービスで索引付けされている。